# Daphne Oram
Daphne Oram (31 décembre 1925 – 5 janvier 2003) était une compositrice britannique et musicienne électronique. Oram a été l'une des premières personnes à produire et à utiliser des sons électroniques dans ses compositions en Angleterre et fut une pionnière de la musique concrète.
Elle est l'inventrice de l'Oramics, une machine permettant de créer des sons électroniques en dessinant sur des bandes de film photographique, la cofondatrice du BBC Radiophonic Workshop, et une figure centrale dans l'évolution de la musique électronique. En plus d'être une figure innovatrice dans le champ de la musique, elle fut la première femme à diriger un studio de musique électronique et à créer son studio de musique électronique personnel, ainsi qu'à concevoir et construire un instrument de musique électronique.

## Biographie
Née le 31 décembre 1925 à Devizes dans le Wiltshire, Daphne Oram étudie le piano et l'orgue et la composition à l'école de filles de Sherborne. En 1943, elle est invitée par le Royal College of Music à poursuivre ses études au sein de cette prestigieuse institution, mais refuse l'offre : elle préfère travailler pour la BBC , où avec son collègue Desmond Briscoe elle lance en 1958 le fameux  BBC Radiophonic Workshop.

## Archive
Après le décès d'Oram, une importante archive concernant son œuvre fut léguée au compositeur Hugh Davies. À la suite du décès de Davies en 2005, ce matériel fut transmis à la Sonic Arts Network. En 2008, l'archive fut ensuite transférée à l'Université Goldsmiths de Londres et se trouve maintenant dans les Special Collections & Archives de la bibliothèque de l'université Goldsmith  où elle est ouverte à la consultation et aux recherches. Le lancement de l'archive a été célébré avec un symposium et une série de concerts au Southbank Centre. Cela comprenait un concert de nouvelles versions de matériel retravaillé provenant de l'archive par le musicien People Like Us.

## Discographie
- Electronic Sound Patterns (1962) single, also included on Listen, Move and Dance Volume 1 from same year with work from Vera Gray
- Oramics (2007) compilation on Paradigm Discs
- Spaceship UK: The Untold Story Of The British Space Programme (2010) promotional 7" split single with Belbury Poly
- Private Dreams and Public Nightmares (2011) remix album by Andrea Parker (DJ) and Daz Quayle on Aperture
- The Oram Tapes: Volume 1 (2011) compilation on Young Americans
- Sound Houses (2014) remix album by Walls (band)
- Pop Tryouts (2015) mini album on cassette and download on Was Ist Das?